# Péret-Bel-Air
Péret-Bel-Air ist eine französische Gemeinde mit 84 Einwohnern (Stand 1. Januar 2022) im Département Corrèze in der Region Nouvelle-Aquitaine. Die Einwohner nennen sich Pérétois(es).

## Geografie
Die Gemeinde liegt im Zentralmassiv am Rand des Plateau de Millevaches und somit auch im Regionalen Naturpark Millevaches en Limousin, ca. vier Kilometer nördlich der Autoroute A89. Der Ortskern befindet sich auf einem Hügel von über 800 Metern Höhe, damit gehört der Ort zu den höchstgelegenen im Limousin.
Tulle, die Präfektur des Départements, liegt ungefähr 35 Kilometer südwestlich, Égletons etwa 10 Kilometer südlich und Ussel rund 25 Kilometer nordöstlich.
Nachbargemeinden von Péret-Bel-Air sind Davignac im Nordosten, Soudeilles im Südosten, Égletons im Süden, Saint-Yrieix-le-Déjalat im Westen sowie Bonnefond im Nordwesten.
Interessant ist das Moor von Bonnefond/Péret-Bel-Air im nördlichen Teil des Gemeindegebietes. Es ist seit 1998 als Schutzgebiet gemäß Natura 2000 eingestuft. Dort findet man in Frankreich selten gewordene Pflanzen wie Rosmarinheide und Sonnentau.

### Verkehr
Die Autoroute A89 ist über die Abfahrt 22 bei Égletons erreichbar.

## Wappen
Beschreibung: In Rot ein goldener gedrückter Sparren, durch den ein silberner Fisch schwimmt; begleitet von drei silbernen Muscheln.

## Geschichte
Die Ursprünge der Gemeinde gehen bis ins Mittelalter zurück. Der Name Péret-Bel-air geht auf das Lateinische pyrus zurück. Im Okzitanischen wurde später péreto daraus. Péret so hieß der Ort bis zum Beginn des 20. Jahrhunderts, 1919 wurde der Ort in Péret-Bel-Air umbenannt.

## Einwohnerentwicklung
| Jahr      | 1962 | 1968 | 1975 | 1982 | 1990 | 1999 | 2007 | 2016 |
| Einwohner | 116  | 121  | 108  | 84   | 76   | 87   | 100  | 92   |

## Sehenswürdigkeiten
- Die Kirche Saint-Pierre von Péret-Bel-Air ist ein Sakralbau aus dem 14. Jahrhundert. Die Kirche ist seit 1986 als Monument historique klassifiziert.[2]
- Verschiedene sakrale Denkmäler (Kreuze, Marienstatuen) und profane Gebäude (Höfe, Mühlen), die als Monument historique klassifiziert sind.[3]